# Сузун
Сузу́н — рабочий посёлок, административный центр Сузунского района Новосибирской области.
Сузун находится в 150 километрах к юго-западу от Новосибирска, в 88 километрах к юго-западу от города Черепаново, в 113 километрах к северо-западу от Барнаула, в 70 километрах к востоку от Камня-на-Оби.
Население Сузуна — 15 482 чел. (2021). Сузун — один из крупнейших посёлков городского типа в России. В 2007 году Сузун по численности населения находился на 68 месте из 1348 посёлков в России и на 4 месте в Новосибирской области после Линёво, Краснообска и Коченёво.

## Этимология
Сузун получил своё название от протекающей через посёлок реки Нижний Сузун (приток Оби). Слово Сузун пришло из тюркских языков. Существует несколько версий происхождения названия.
1. Согласно первой версии, Сузун в переводе с тюркского означает «длинная, растянутая река».
2. По другой версии, название реки произошло от слов су (тюрк. — вода) и зун (тюрк. — лесная, зелёная). В буквальном смысле — лесная вода или зелёная вода[4].

## История

### Сузун до 1917 года

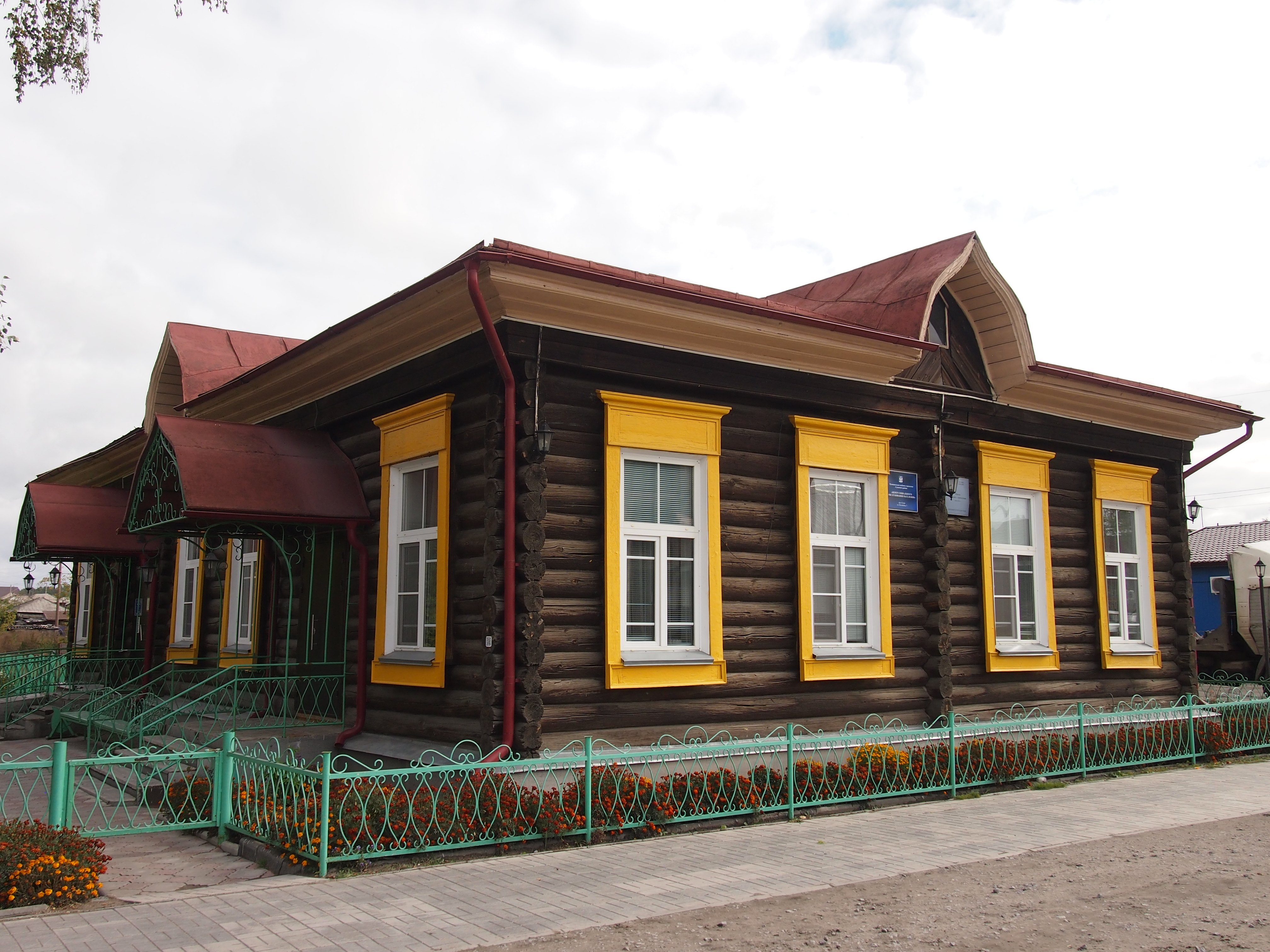
Сузунская церковно-приходская школа на улице Калинина.

Сузун основан по именному указу Сенату Екатерины II от 7 ноября 1763 года в связи с необходимостью начать чеканку монет на территории Сибири. Несмотря на то, что в отдельных источниках датой основания указан 1765 год, официальной датой считается 30 января 1764 года, когда начальник Колывано-Воскресенских заводов А. И. Порошин подписал приказ об определении места для постройки медеплавильного завода.
Необходимость строительства завода в Сибири была вызвана тем, что перевозка медной руды,  добываемой в окрестностях города Колывань, в европейскую часть России обходилась очень дорого. Строительство Нижне-Сузунского медеплавильного завода, начатое в 1764 году, продвигалось очень быстрыми темпами. Уже в 1765 году началась выплавка меди. В 1768 году на заводе началась также выплавка серебряных руд, а несколько позже — ещё и железа. На реке Нижний Сузун для нужд завода была построена плотина.
В 1766 году при заводе начал чеканку монет Сузунский монетный двор, который работал с 1766 по 1847 год. До 1781 года чеканил сибирские монеты. До 1830 года монеты печатались с обозначением «КМ», с 1831 года по 1847 год — с обозначением СМ.
С момента основания до 1828 года посёлок носил название Нижне-Сузунский завод, в декабре 1828 года был переименован в Завод-Сузун.
Позднее на месте монетного двора возникло болото, из-за сложнейшей системы водяных каналов — её забросили вместе с производством после пожара 1847 года. Раскопки в Сузуне позволили в этом убедиться.
К концу XIX века затраты на выплавку меди на заводе стали возрастать из-за истощения запасов руд в Колывано-Воскресенском горном округе и вырубки лесов в окрестностях Сузуна. В 1889 году Алтайский горный совет в Барнауле принял решение о закрытии завода. Тем не менее, завод продолжал функционировать до начала Первой мировой войны. Последняя плавка меди была сделана в 1914 году, всего в тот год было произведено 416 пудов (6,8 тонн) меди.
На начало XX века в посёлке располагались деревянная церковь, 2 часовни, горнозаводская и церковно-приходская школы, больница, хлебозапасный магазин, 3 оптовых винных склада, около 25 торговых лавок, 662 жилых дома, из которых 370 принадлежало крестьянам, а 292 представителям других сословий. В Сузуне проводилась ярмарка с оборотом свыше 150 тысяч рублей, устраивались еженедельные базары. В Сузуне были развиты кустарные промыслы, в посёлке работало около 40 кузнецов, изготавливавших инструменты и сбывавших свои товары на ярмарке, в Крутихе и Барнауле. Сузун также славился своими овчинниками.

### Сузун после 1917 года
В 1930-е годы село стало называться Сузун. В отдельных источниках датой переименования называется 1931 год, однако Постановление Президиума ВЦИК о переименовании села датируется 1933 годом.
Статус посёлка городского типа Сузун получил в феврале 1934 года, по другим данным — 7 февраля 1939 года.
В 1970-е годы в посёлке действовали леспромхоз, ремонтно-механический и маслосыродельный заводы, мебельная и швейная фабрики, мясокомбинат.

## Население
| 1900    | 1959    | 1970    | 1975    | 1979    | 1989    | 1996    |
| ------- | ------- | ------- | ------- | ------- | ------- | ------- |
| 3800    | ↗13 778 | ↘13 024 | ↗13 300 | ↗13 866 | ↗15 500 | ↗16 500 |
| 2002    | 2007    | 2008    | 2009    | 2010    | 2012    | 2013    |
| ↘15 565 | ↘15 007 | ↘14 900 | ↘14 793 | ↗15 364 | ↘15 330 | ↗15 411 |
| 2014    | 2015    | 2016    | 2017    | 2018    | 2019    | 2020    |
| ↗15 446 | ↗15 563 | ↘15 550 | ↘15 491 | ↗15 577 | ↘15 389 | ↗15 433 |
| 2021    |         |         |         |         |         |         |
| ↗15 482 |         |         |         |         |         |         |

Гендерный состав
По данным Всероссийской переписи населения в 2002 году в Сузуне проживало 15 565 жителей, из них 7260 мужчин (47 %), 8305 женщин (53 %).

## Транспорт
В Сузуне расположена железнодорожная станция на Среднесибирской магистрали. Расстояние по железной дороге от Новосибирска до Сузуна — 258 километров. Сузун имеет также регулярное автобусное сообщение с Новосибирском (протяжённость пути — 171 километр, продолжительность пути — 3 часа).

## Экономика
- «РАДИУС» ООО, Радио для Вас — Сузун FM (св. ЭЛ № ТУ 54 — 00447)
- ООО МПК «Медведевъ»
- Эффект
- Гостинная баня Захара Т.
- Дом для гостей
- Кирпичный завод
- Маслосыродельный завод
- Швейная фабрика
- Хлебокомбинат
- «Шипуновское» ООО
- «СУЗУН-ТЕЛЕКОМ» ООО
- Завод «Лесхозмаш»
- ЗАО Производственная фармацевтическая компания «Обновление»[6][8]
- Национальный парк "Дедово Болото"

## Средства массовой информации
Еженедельная газета «Новая Жизнь»
| История газеты «Новая жизнь» Сузунского района Сузунская районная газета создана по постановлению Секретариата Западно-Сибирского крайкома ВКП(б) от 12 марта 1931 года, в котором говорилось: «Передать Крутихинскую газету в связи с ликвидацией района в Сузунский район». Первый номер вышел 10 апреля 1931 года. На четырёх страницах, на шероховатой обёрточной бумаге, тиражом 1200 экземпляров. Первый номер подписал редактор В. А. Пимкин. Всю вторую полосу занимает статья секретаря райкома ВКП(б), которой предпослан крупный аншлаг: «Партийные организации, колхозники, вся советская общественность должны биться по-большевистски за вторую колхозную весну, за сплошную коллективизацию района». Наименование газеты «Социалистическая стройка» существовало до 1940 года, когда постановлением бюро Новосибирского обкома партии от 11 ноября 1940 года было утверждено новое название — «Большевистская правда». Это название существовало до января 1953 года, когда было изменено на «Колхозная правда». Газета прекратила свое существование 22 апреля 1962 года в связи с тем, что мартовский Пленум ЦК КПСС принял постановление об образовании межхозяйственных производственных управлений и организации при них межрайонных газет. С 8 марта 1963 года Сузунская районная газета возобновила свою деятельность. К сведению читателей сообщалось: «Лица, выписывавшие ранее межрайонную газету, будут получать газету „Новая жизнь“». Согласно утверждённому в 1965 году «Списку районных и городских газет Новосибирской области» Сузунская районная газета носит название «Новая жизнь». С июля 1994 года «Новая жизнь» первой среди районных газет Новосибирской области переведена на еженедельный выпуск. В 2010 году она стала выходить на 16 страницах. В 2007—2009 гг. газета удостоена профессионального знака отличия «Золотой фонд прессы». |

Радиостанции:
- 66,68 УКВ — (Молчит) Радио России / ГТРК Новосибирск
- 69,80 УКВ — (Молчит) Радио Маяк
- 99,9 FM — Ретро FM
- 101,3 FM — Сузун FM
- 102,7 FM — Радио 54
- 105,1 FM — Радио России / ГТРК Новосибирск

## Культура и искусство

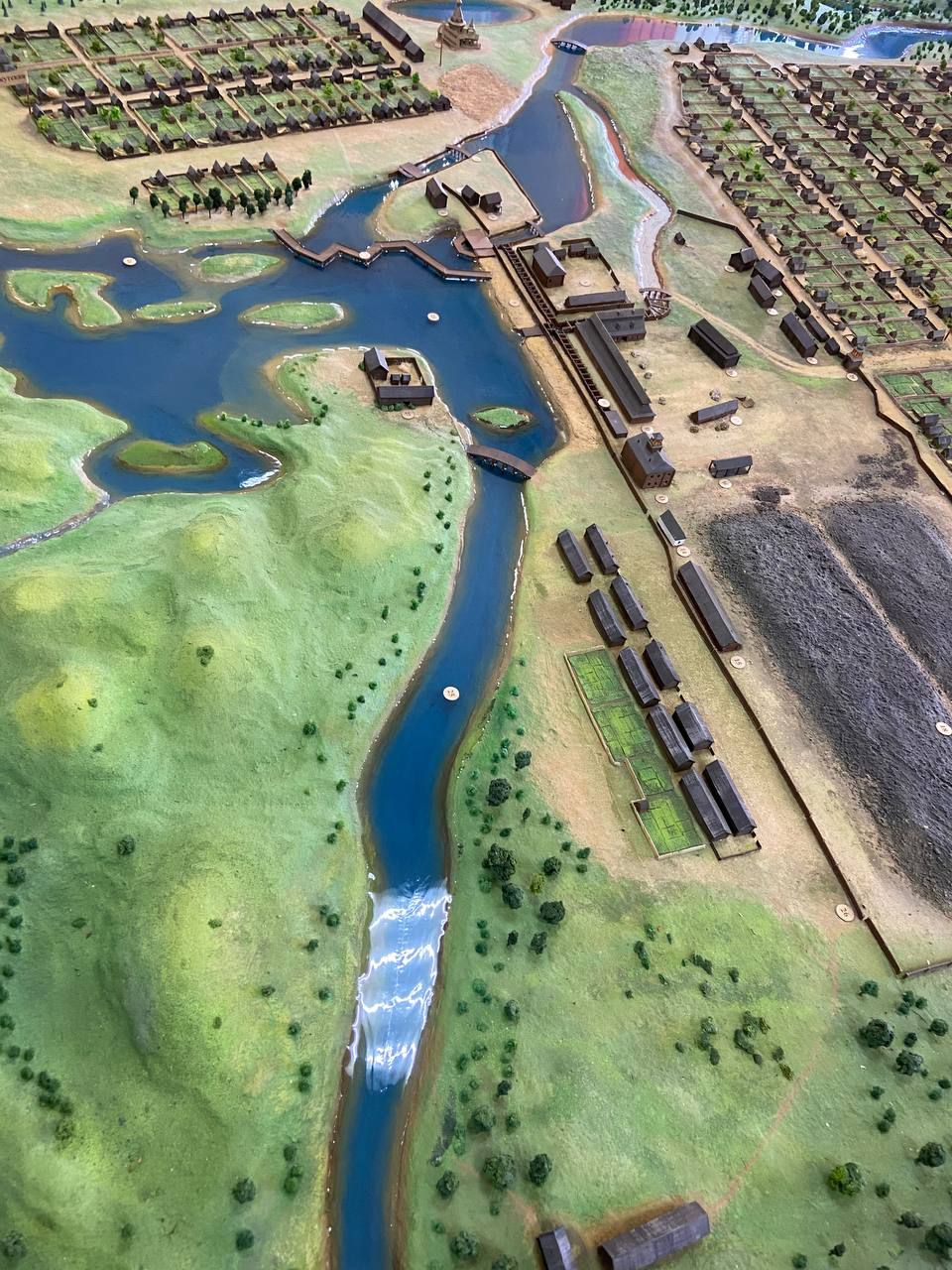
Макет поселка Сузун

С последней четверти XVIII века в Сузуне на продолжении более ста лет работала иконописная мастерская, где трудилось несколько мастеров иконописи. Они положили начало сузунской школе письма. Около 120 икон Сузунского письма хранится в Новосибирском художественном музее.

В поселке функционирует Сузунская Центральная модельная библиотека. 

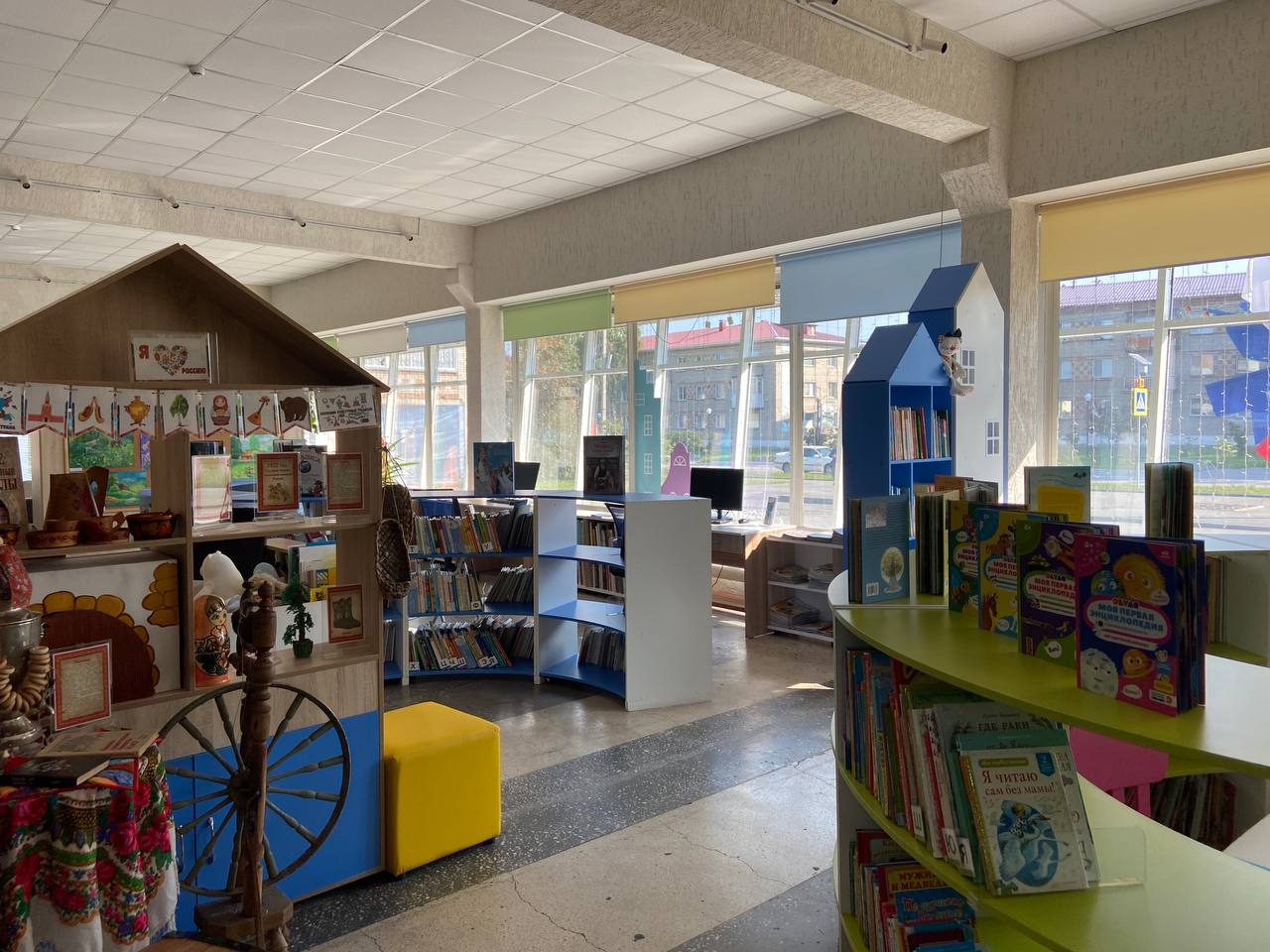
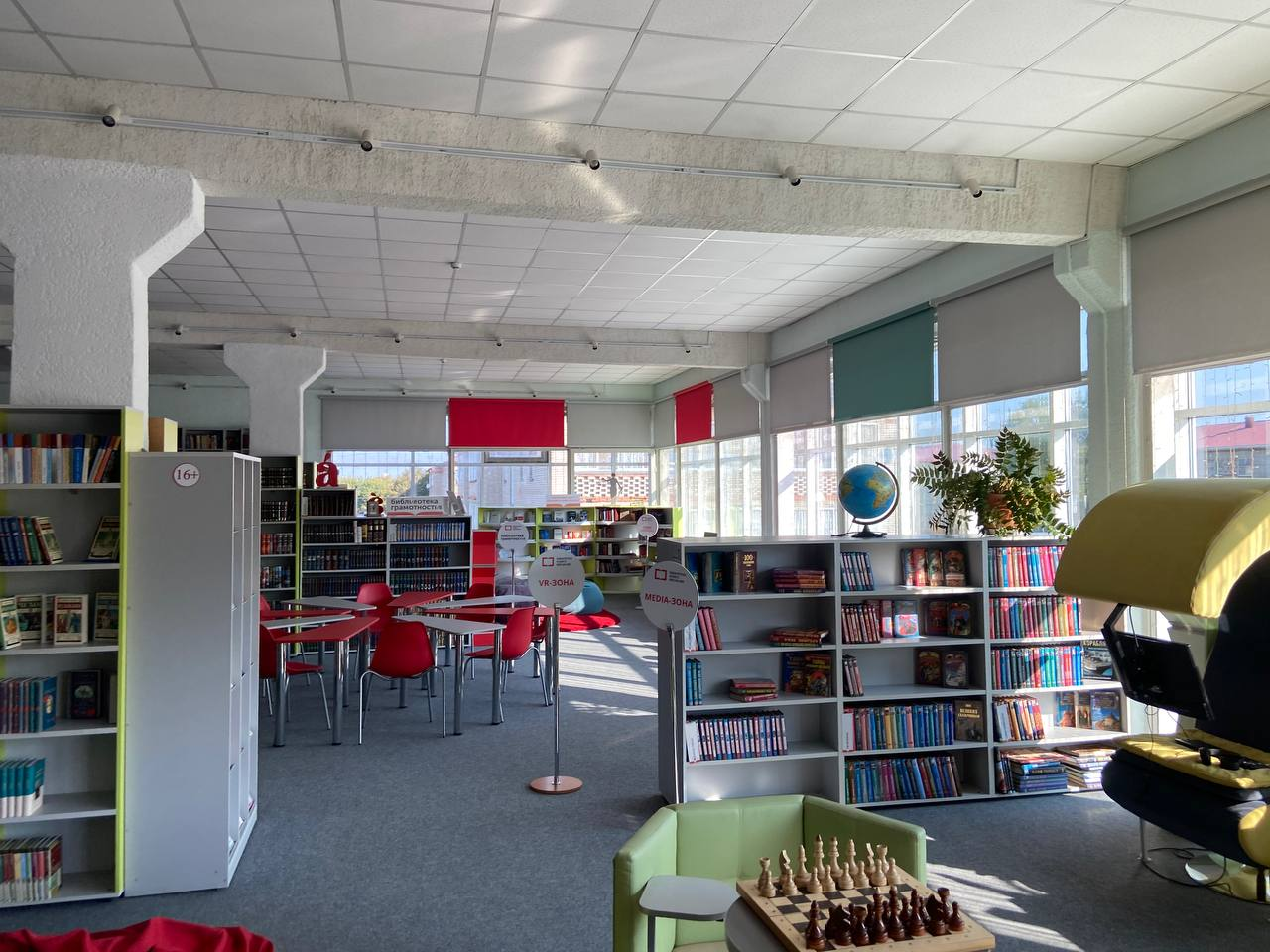
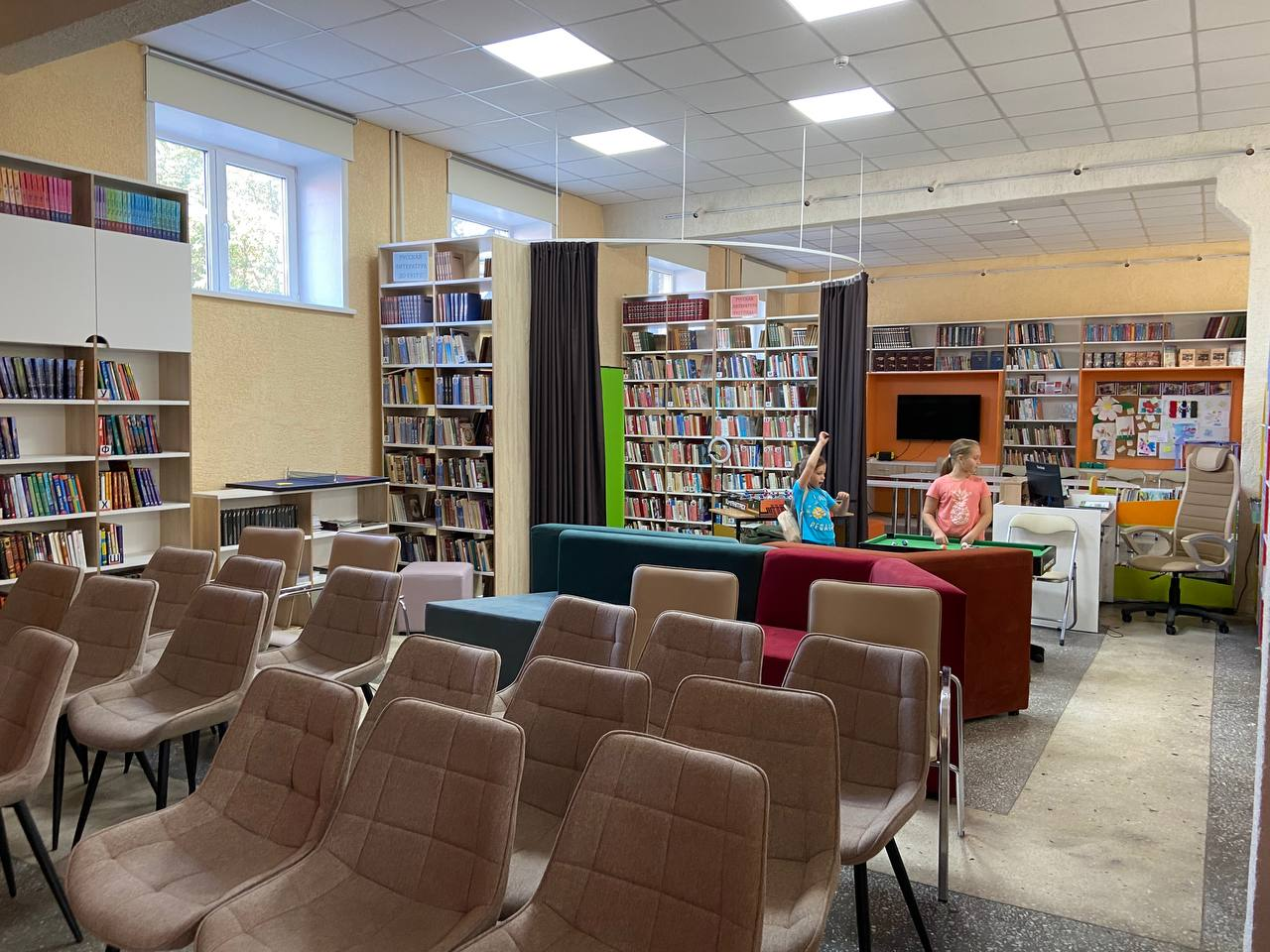
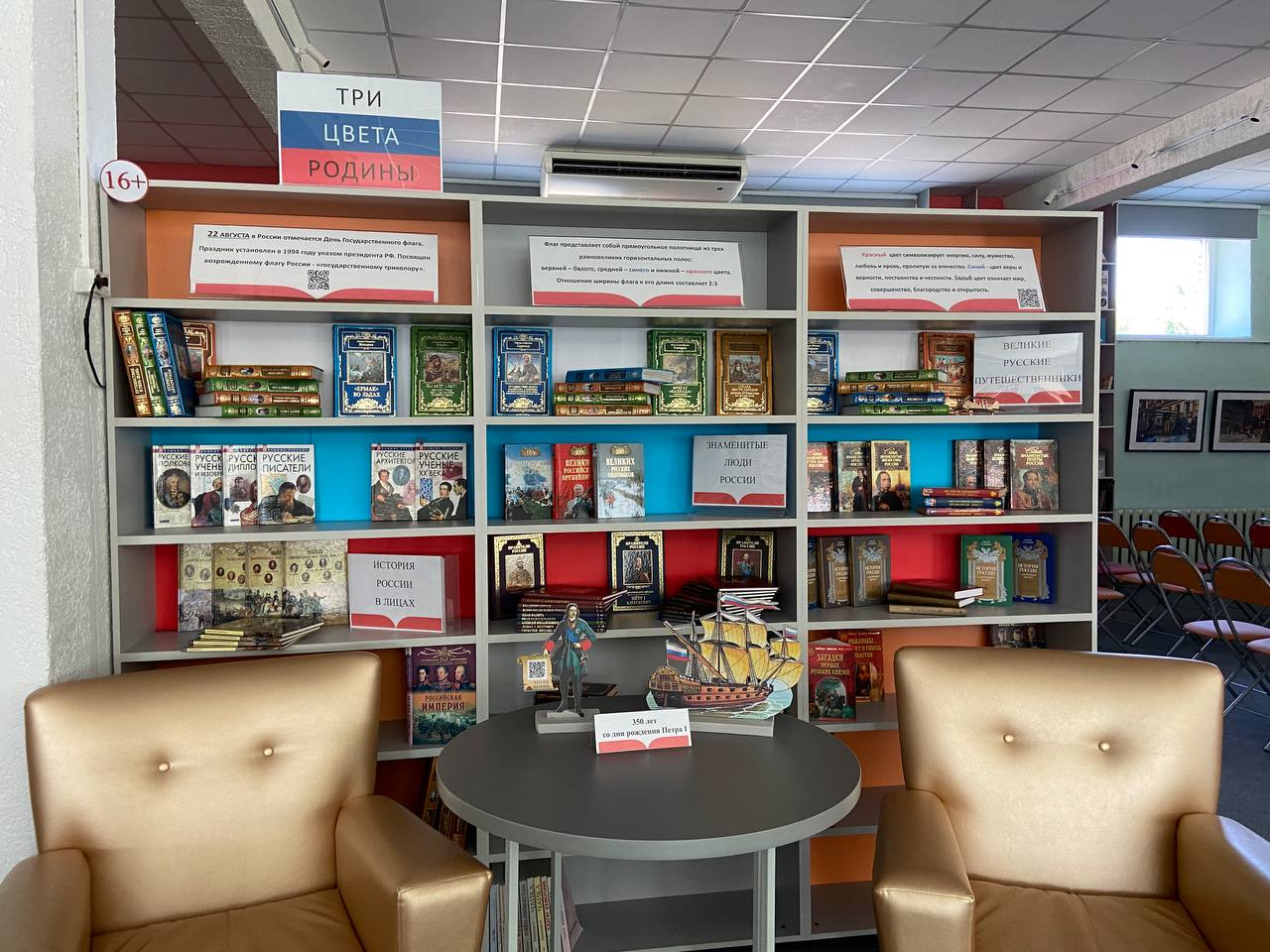
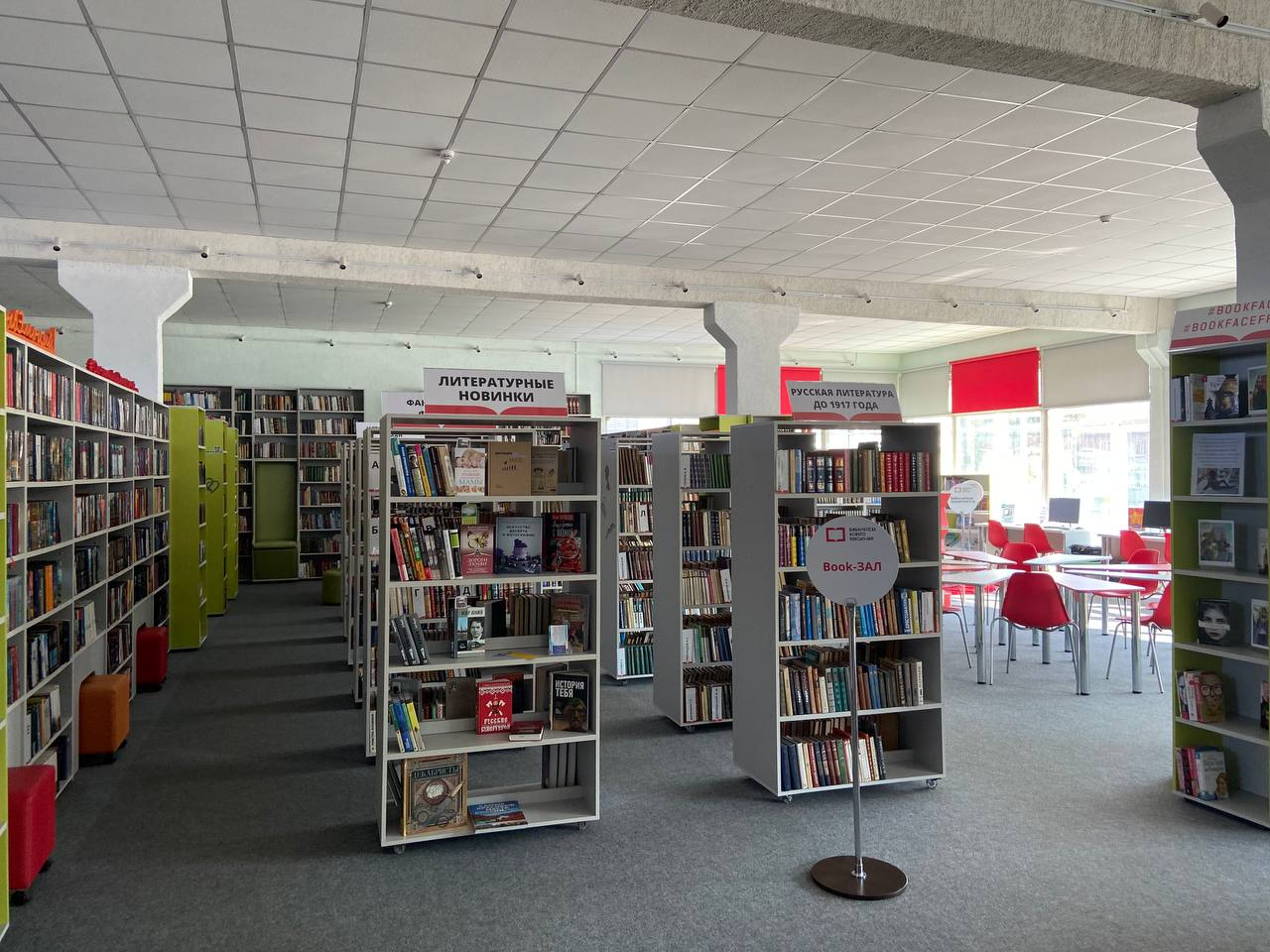
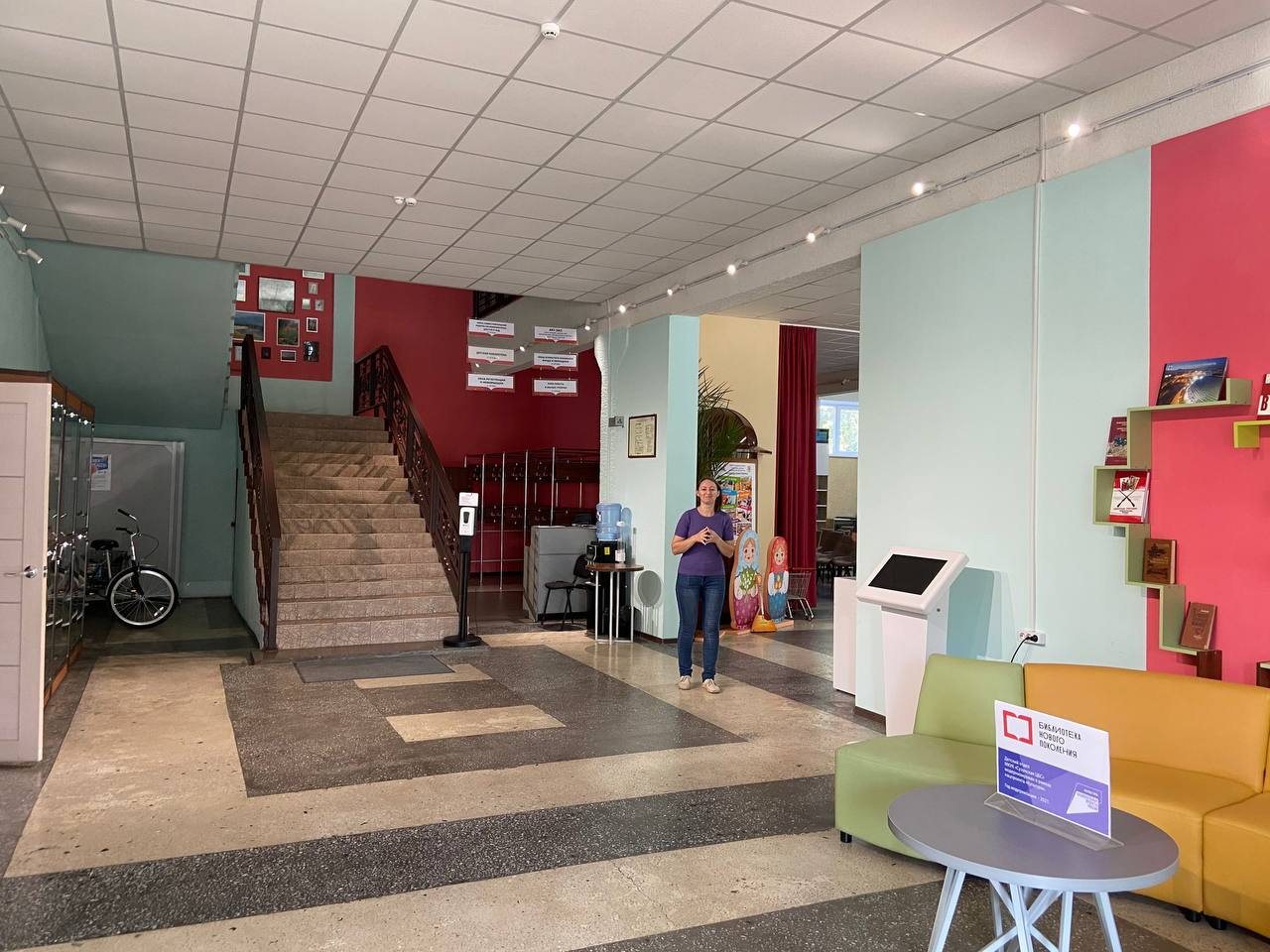
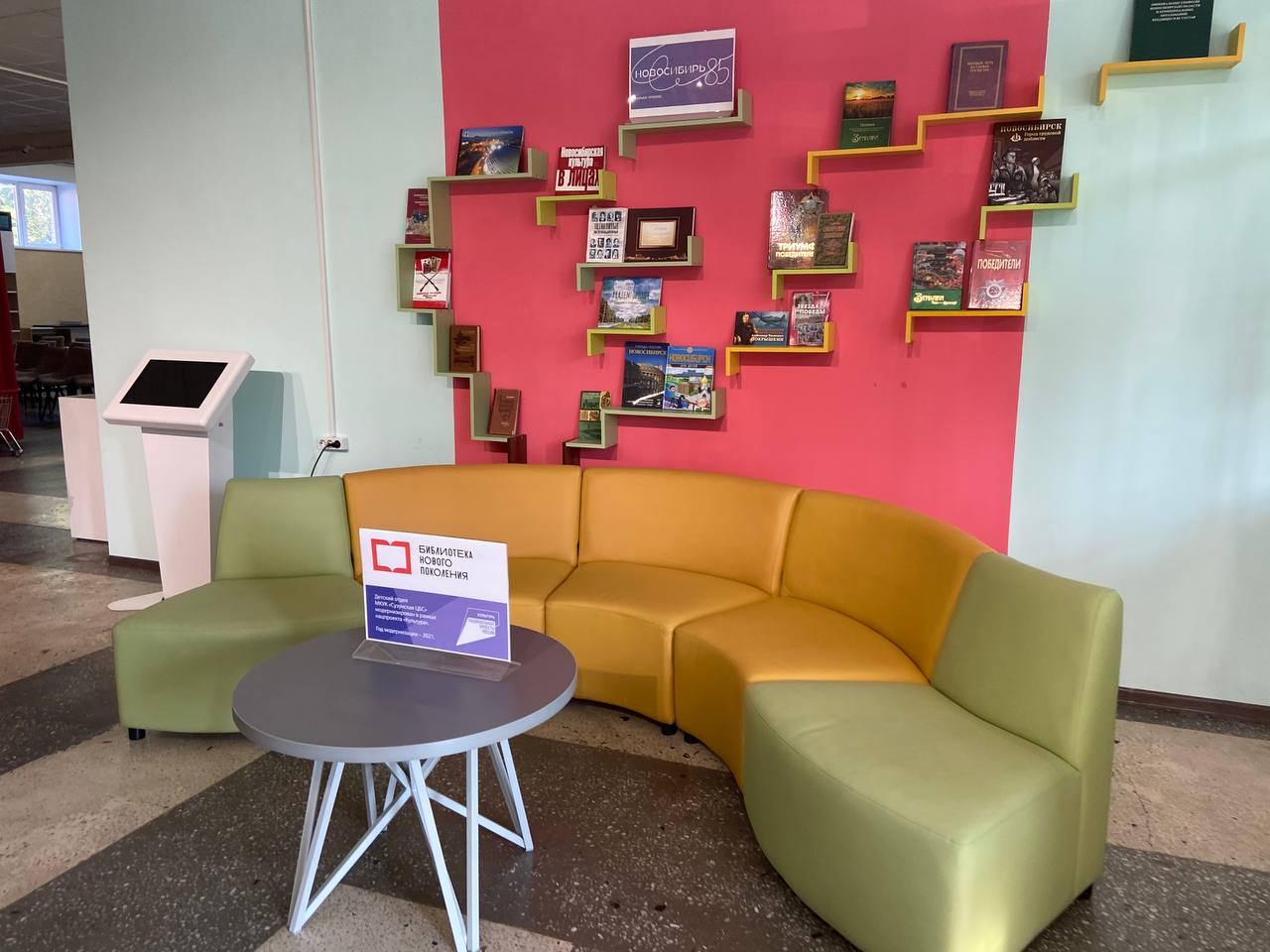

С 1967 функционирует Сузунский русский народный хор.
Также работает Cузунский краеведческий музей и Музейно-туристический комплекс «Сузун-Завод. Монетный двор».
Среди экспонатов музея — 63 иконы, включая иконы сузунского письма и завезённые переселенцами, 1780 монет, коллекция старинных духовных рукописных книг, образцы полезных ископаемых района, ковш для разлива цветных металлов массой 16 килограммов, изготовленный на рубеже XVIII—XIX веков на медеплавильном заводе, прочая побочная продукция завода, старинная книга Палласа «Путешествие по разным провинциям Российской империи», керамическая ваза для хлеба, материалы об изобретателе-самоучке Фёдоре Стрижове, церковная утварь К наиболее уникальным экспонатам относятся части первой русской турбоустановки, изготовленной в 1806 году сузунским изобретателем П. Залесовым.

## Исторические достопримечательности
- Сузунский монетный двор.

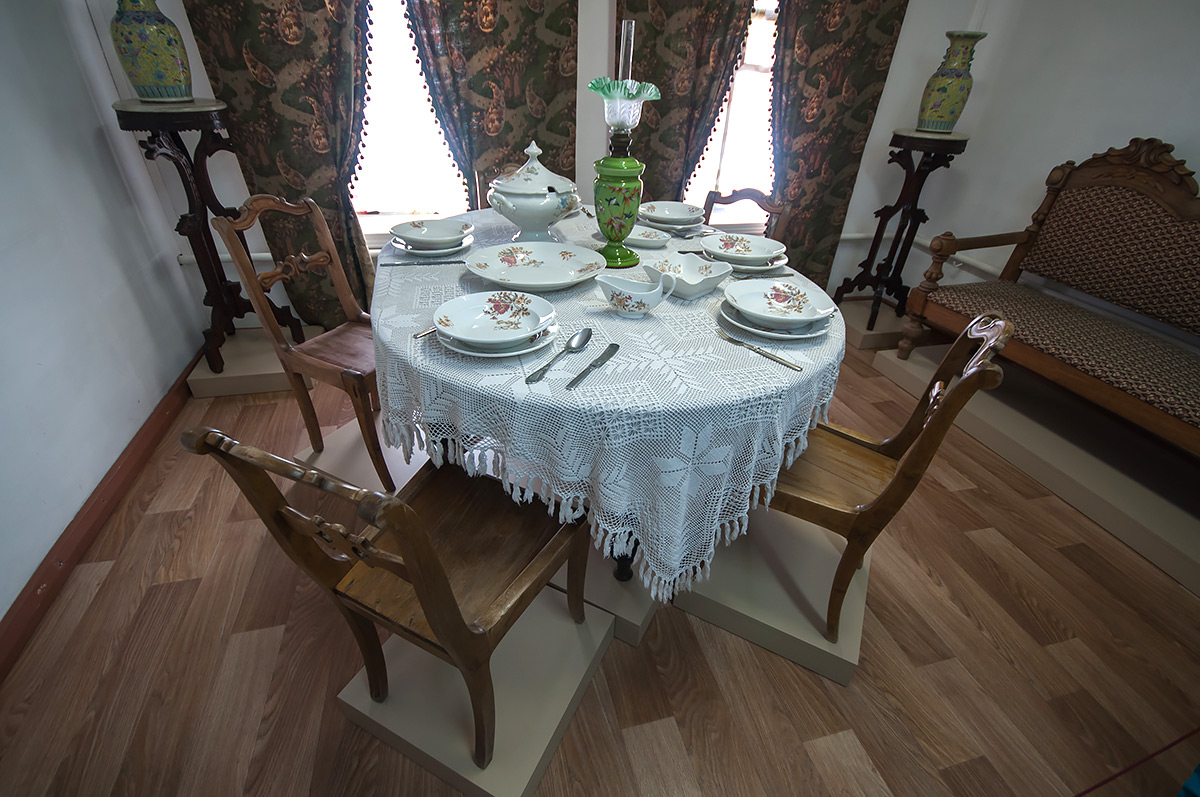
Интерьер одной из комнат дома управляющего Сузунским медеплавильным заводом.

- Останки и руины медеплавильного завода.
- Плотина на реке Нижний Сузун, построенная для медеплавильного завода.
- Церковно-приходская школа.
- Министерская школа.
- Дом, в котором был первый ревком.
- Вознесенская церковь (ул. Калинина, 10). Церковь построена в XIX веке, закрыта в 1930-х годах, позднее была снова открыта для прихожан[39].
- Гагаринский парк.

Рядом с посёлком расположен Сузунский бор.

## Памятники

Памятник сибирской монете

### Памятник Сибирской монете
17 октября 2013 г. на Монетной площади был установлен памятник «Сибирской монете». В основе концепции памятника — монолит горной породы, из которой плавилась сузунская медь, венчает монолит монета, как символ труда тех, кто трудился над ее созданием, как символ исторического прошлого Сузунского района. Памятник расположен на постаменте прямоугольной формы, декорированном искусственным камнем. В его основе изображение монолита горной породы, который венчает изображение Сибирской монеты номиналом 10 копеек. Монета круглая, цельная. Реверс: в центре поля изображены основные элементы герба «Царства Сибирского» — два соболя, стоящие на задних лапах на трапециевидной бревенчатой площадке, держащие передними лапами овальный картуш, украшенный «барочныйми» завитками растительного орнамента, на котором нанесен номинал и год выпуска монеты. Над картушем расположена пятизубцовая корона. На картуше надпись в пять строк: «ДЕ СЯТЬ КОПЪ ЕКЪ. 1779.». По окружности монетного поля надпись: «.СИБИРСКАЯ. МОНЕТА.». Буквы «КАЯ» в слове «СИБИРСКАЯ» и «МО» в слове «МОНЕТА» не видны, так как данная часть монеты вставлена в монолит горной породы. Над короной надпись разделена четырехлепестковой розеткой. Аверс: в центре поля монеты расположен простой императорский вензель Екатерины II, составленный из буквы «Е» (Екатерина) и римской цифрой «II». Диаметр монеты 120 см.

### Мемориальный ансамбль в честь воинов - сузунцев, павших на фронтах Великой Отечественной войны
Памятник торжественно открыт 3 октября 1969 года участникам Великой Отечественной войны М. Н. Яниной и Г. П. Ситникову.

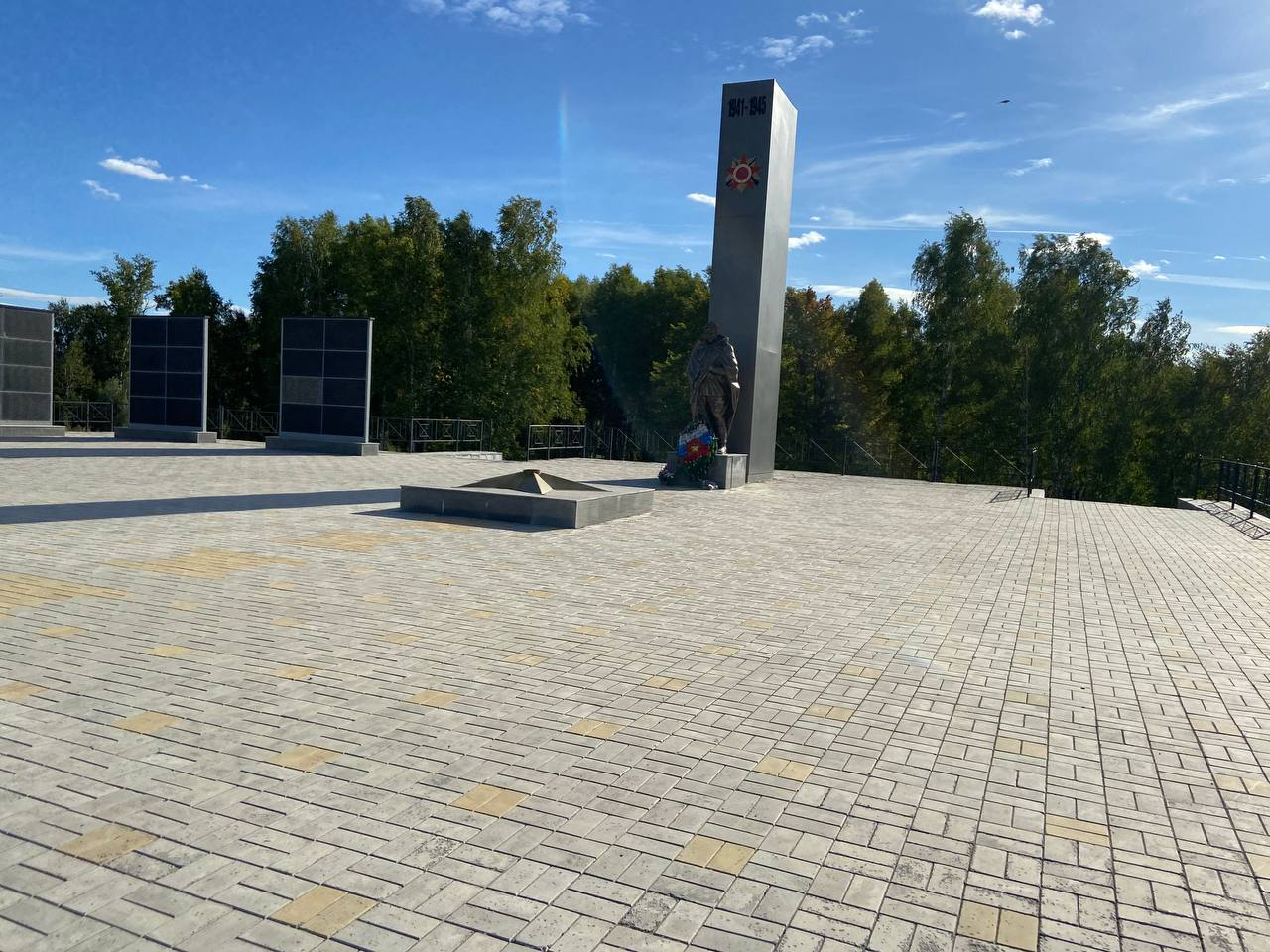
Мемориальный ансамбль в честь воинов-сузунцев, павших на фронтах Великой Отечественной войны

Авторами памятника являются сотрудники художественного фонда г. Новосибирска: архитектор А. Иванов, скульптор Б. Горовой, технический исполнитель П. Маковецкий, памятник установлен рабочими ремстройучастка.
Летом 2013 г. проведена реконструкция памятника. Перед стелой с орденом Отечественной войны и датами «1941-1945» — скульптура солдата. С одной стороны от нее установлены 5 мемориальных стел с именами 4292 воинов — жителей Сузунского района, павших в годы войны.
Количество погибших земляков: Новостройка — 6, уч. Нечунаевский — 2, уч. Локоток — 4, уч. Обозный — 1, Сузун — 400.
8 мая 2020 года на памятнике воинам сузунцам, погибшим в период Великой Отечественной войны 1941—1945 гг., установлена новая скульптура солдата.
Почетное право открыть обновленный мемориал было предоставлено Главе Сузунского района Лилии Некрасовой, Председателю Совета депутатов Сузунского района Андрею Севрюженко, отцу Владимиру, а также и. о. главы р. п. Сузун Евгению Дементьеву.

## Известные жители
- Заволокин, Геннадий Дмитриевич (1948—2001) — композитор, баянист и гармонист, поэт. Народный артист Российской Федерации (1995).
- Крестьянников, Иван Васильевич (1858—1941) — художник-иконописец. Иконы Крестьянникова отличаются сочетанием изысканного рисунка лиц и рук с простодушной декоративностью. Наибольшую художественную ценность представляют изображения Христа и святителя Николая Чудотворца. Работы хранятся в Новосибирском художественном музее (более 20), Сузунском краеведческом музее, домах старожилов района, частных коллекциях Новосибирска. Приблизительная датировка работ — 1880-е — начало 1900-х годов. Последние десятилетия своей жизни не писал икон, работал пожарным, весовым на базаре. Его именем названа одна из улиц посёлка[14].
- Рыжков, Владимир Иванович (1932—2018) — водитель, Герой Социалистического Труда (1976).
- Федосов, Владимир Тимофеевич (1939—2004) — художник-пейзажист.
- Шишкин, Денис Николаевич (р. 1988) — биатлонист, мастер спорта России.